# Vulcanella armata
Vulcanella armata är en svampdjursart som först beskrevs av Hanitsch 1895.  Vulcanella armata ingår i släktet Vulcanella och familjen Pachastrellidae.
Artens utbredningsområde är Portugal. Inga underarter finns listade i Catalogue of Life.